# Archibald Sayce
Archibald H. Sayce, né à Shirehampton le 25 septembre 1845, et mort à Bath le 4 février 1933, est un assyriologue et grammairien britannique.

## Biographie
Sayce fut écolier à l'école publique anglaise de Grosvenor College à Bath. À l'âge de 18 ans il a prouvé qu'il lisait l'hébreu, l'égyptien, le persan et le sanskrit. Il a reçu une bourse à  Queen's College en 1865. Il obtint son diplôme en 1869 et devint enseignant à  Queen's College, où il restera jusqu'en 1933.
Sayce fut un touche-à-tout de la grammaire des langues anciennes, notamment des écritures cunéiformes pour lesquelles il fit des propositions de déchiffrement, remarqué en particulier pour l'ourartéen dans son article de 1888.
Il a également joué un rôle central dans la reconnaissance de la civilisation  hittite.

## Publications

### Articles
- A. H. Sayce, « Art. I.—The Cuneiform Inscriptions of Van », Cambridge University Press (CUP), vol. 20, no 1,‎ 1888, p. 1–48 (ISSN 0035-869X, DOI 10.1017/s0035869x00019869)
- A. H. Sayce, « 1. The New Bilingual Hittite Inscription », Cambridge University Press (CUP), vol. 24, no 2,‎ 1892, p. 369–370 (ISSN 0035-869X, DOI 10.1017/s0035869x00021730)
- A. H. Sayce, « VII. The Arzawan Letters and other Hittite Notes », Cambridge University Press (CUP), vol. 48, no 2,‎ 1916, p. 253–268 (ISSN 0035-869X, DOI 10.1017/s0035869x00067320)